# Марцел Бейфус
Марцел Бейфус (нім. Marcel Beifus, нар. 27 жовтня 2002, Вольфенбюттель, Німеччина) — німецький футболіст, центральний захисник клубу «Карлсруе».

## Ігрова кар'єра

### Клубна
Перші кроки у футболі Марце Бейфус робив у своєму рідному місті Вольфенбюттель. У 2017 році він приєднався до молодіжної команди клубу Бундесліги «Вольфсбург». Але надалі стати гравцем основи Бейфус так і не зумів, зігравши лише сім матчів у другій команді «вовків» у Регіональній лізі.
Влітку 2021 року футболіст перейшов до клубу Другої Бундесліги «Санкт-Паулі» і у вересні 2021 року в складі цього клубу дебютував на професійному рівні. Через два роки, в червні 2023 року Бейфус як вільний агент перейшов до іншого клубу Другої Бундесліги «Карлсруе», підписавши з клубом дворічний контракт.

### Збірна
З 2019 року Марцел Бейфус захищав кольори юнацьких збірних Німеччини.